# Stammton

Schematische Darstellung einer Klaviatur

In der Musik bezeichnet man innerhalb eines chromatischen Tonsystems mit ausgezeichnetem diatonischen Teilsystem die Töne des diatonischen Teilsystems als Stammtöne. In der Regel wird das Standard-Tonsystem zugrunde gelegt, mit C-Dur als ausgezeichnetem diatonischen Tonsystem. Die Stammtöne sind damit nichts anderes als die Töne der C-Dur-Tonleiter, im deutschen Sprachraum C, D, E, F, G, A und H genannt. Auf dem Klavier und ähnlichen Tasteninstrumenten entsprechen die Stammtöne den weißen Tasten.
Zwischen E und F sowie zwischen H und C liegen Halbtonschritte, zwischen den anderen benachbarten Stammtönen jeweils Ganztonschritte. Den dazwischenliegenden Tönen entsprechen auf Tasteninstrumenten die schwarzen Tasten. Sie werden im Deutschen durch Anhängen von -is und -es an die Namen der Stammtöne benannt (Ausnahmen siehe unten) und im Notenbild durch Kreuze (♯) und Be (♭) gekennzeichnet (als Versetzungs- oder Vorzeichen).
Jeder Stammton kann
- durch ein Kreuz (♯) um einen Halbton erhöht (Cis, Dis, Eis, Fis, Gis, Ais, His) oder
- durch ein Be (♭) um einen Halbton erniedrigt werden (Ces, Des, Es (nicht Ees), Fes, Ges, As (nicht Aes), B (nicht Hes)).

In der gleichstufigen Stimmung können durch enharmonische Verwechslung gleichklingende Töne unterschiedlich bezeichnet und im Notenbild unterschiedlich dargestellt werden (z. B. Cis – Des, aber auch H – Ces und His – C).
Bei der Bildung diatonischer Tonleitern (z. B. Dur, reines Moll oder Modi) muss jeder Stammton oder eine Ableitung von ihm in der Tonleiter vorhanden sein. Die Bestimmung eines Intervalls geht immer von den Stammtönen aus.